# Franz Kafka
Franz Kafka (wym. niem. MAF: [ˌfʁant͡s ˈkafka], posłuchajⓘ; ur. 3 lipca 1883 w Pradze, zm. 3 czerwca 1924 w Kierling) – niemieckojęzyczny pisarz pochodzenia żydowskiego, przez całe życie związany z Pragą. Prekursor egzystencjalizmu. Uważany za jednego z najważniejszych pisarzy XX wieku. W swoich powieściach stworzył model sytuacji zwanej sytuacją kafkowską i określanej w języku niemieckim za pomocą przymiotnika „kafkaesk”, którego istotą jest konflikt zniewolonej jednostki z anonimową, nadrzędną wobec niej instancją. Deformacja groteskowa, niejednoznaczne, paraboliczne obrazy oraz poczucie zagrożenia i niepewności składają się na panoramę literackiego świata Kafki.

## Życiorys

### Pochodzenie i rodzina

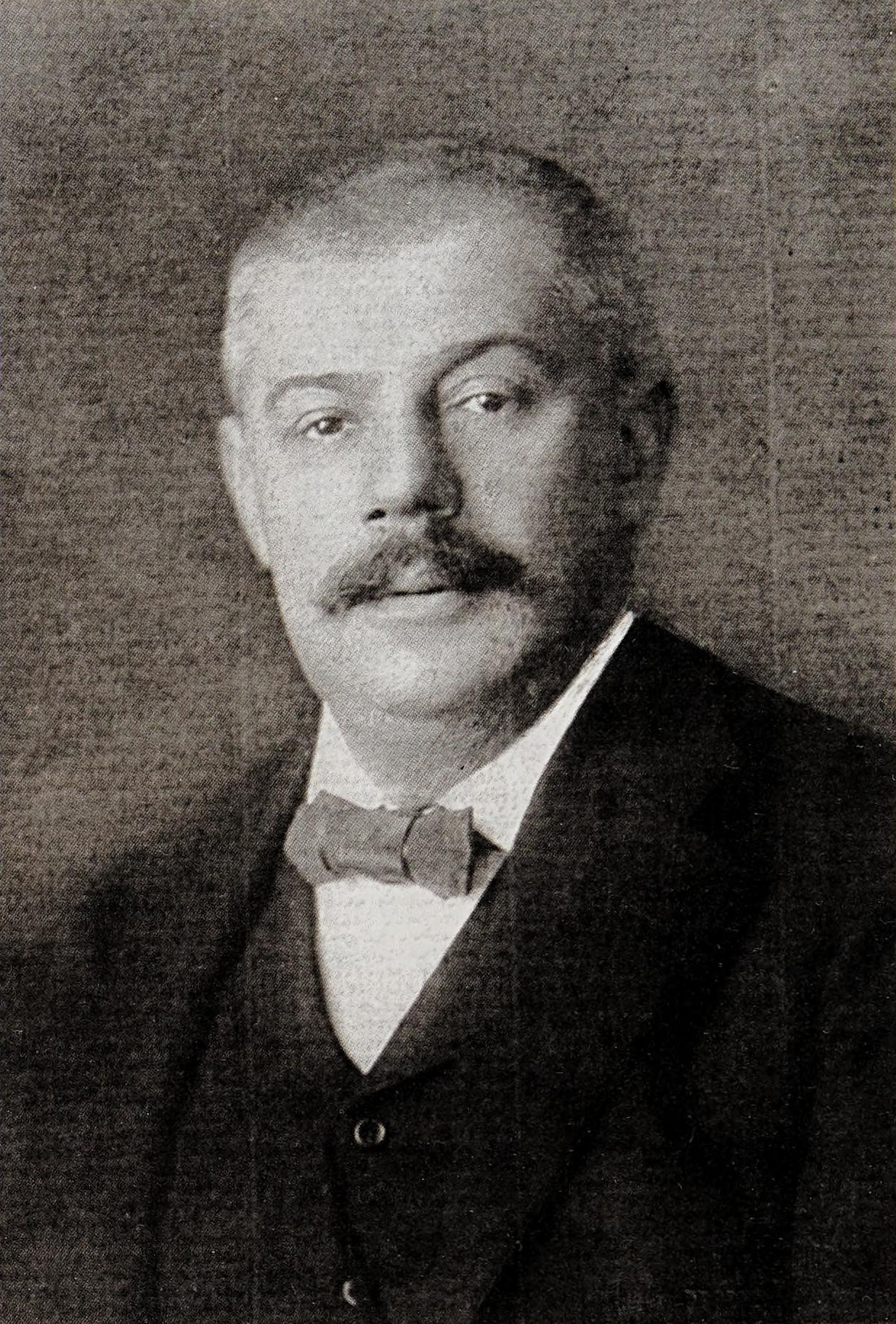
Hermann Kafka – ojciec Kafki (1910)

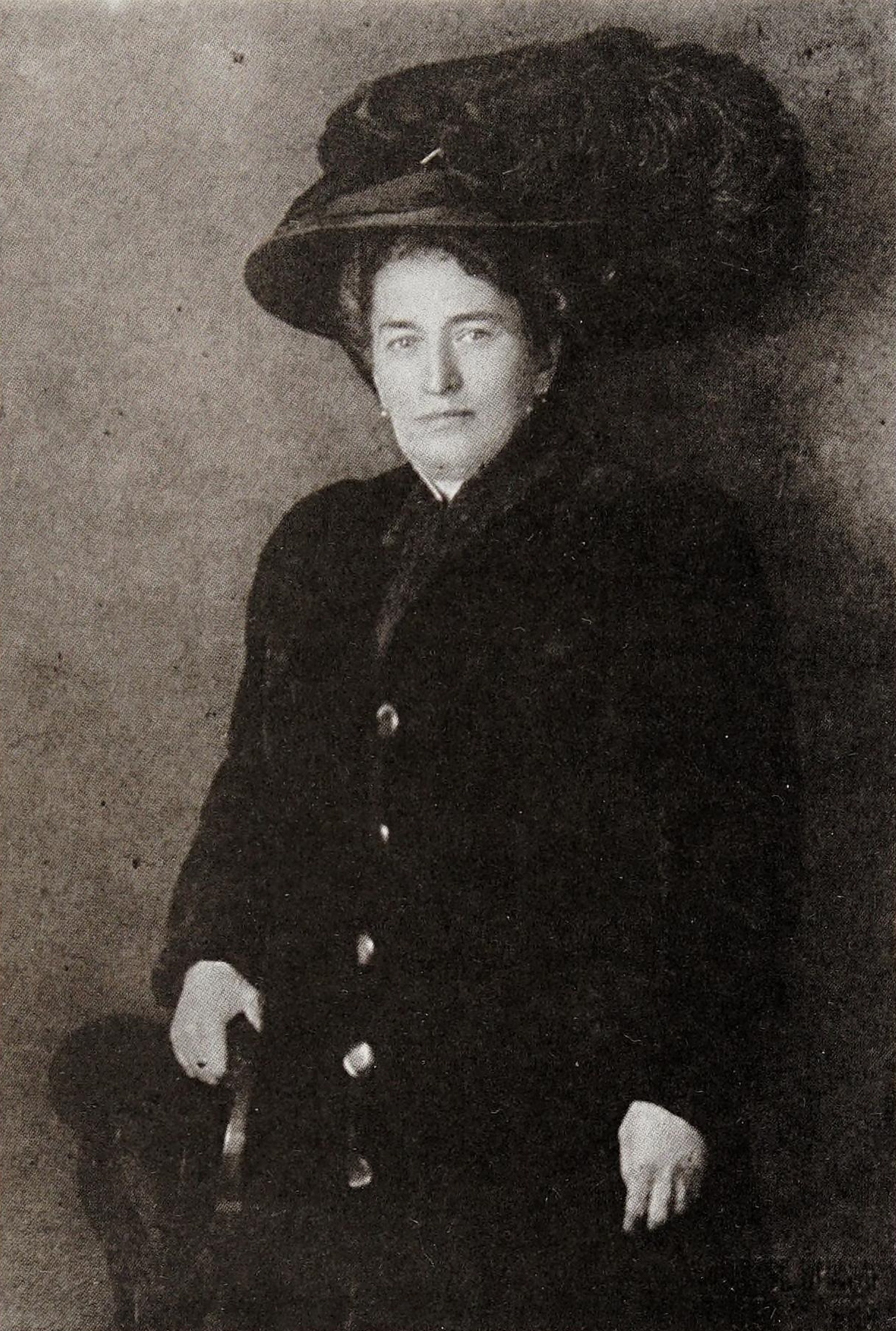
Julie Kafka – matka Kafki (1910)

Kafka urodził się 3 lipca 1883 roku w Pradze należącej wówczas do monarchii austro-węgierskiej, a dokładniej do Królestwa Czech. Był synem Hermanna Kafki (1852–1931) i Julii Kafki, z domu Löwy (1856–1934). Pochodzący z prowincji ojciec prowadził sklep galanteryjny. Matka wywodziła się z bogatej rodziny osiadłej w Podiebradach. Kafka miał piątkę rodzeństwa: dwóch braci, Georga i Heinricha, którzy zmarli niedługo po narodzinach, a także trzy siostry: Gabrielę znaną jako „Elli” (1889–1942), Walerię – „Valli” (1890–1942) i Ottilię – „Ottla” (1892–1943). Gabriela i Waleria wraz z rodzinami zostały wywiezione w październiku 1941 do łódzkiego getta, następnie we wrześniu 1942 do ośrodka zagłady w Chełmnie nad Nerem (Kulmhof am Nehr) i tam zginęły.
Jego językiem ojczystym był niemiecki, którym w Pradze posługiwało się w tamtym okresie 10% ludności. Kafkowie byli Żydami, jednakże Franz Kafka, jak i zresztą pozostali członkowie rodziny, mówił i pisał prawie wyłącznie po niemiecku. Znał również bardzo dobrze język czeski; języka hebrajskiego zaczął się uczyć dopiero pod koniec życia.

### Dzieciństwo i okres młodzieńczy

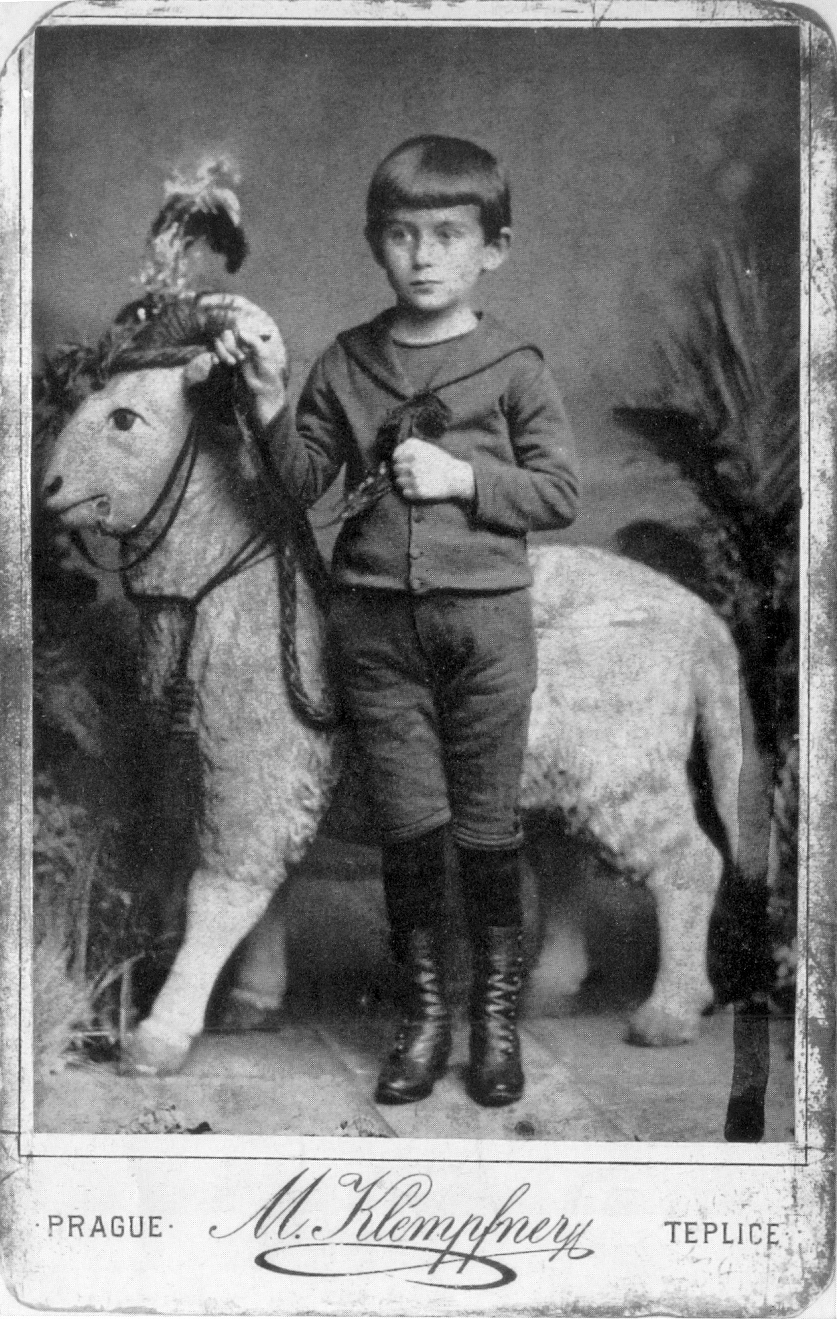
Kafka w wieku pięciu lat

W okresie od 1889 do 1893 Kafka uczęszczał do niemieckiej szkoły ludowej przy Fleischmarkt (obecnie ulica Masná) w Pradze. Dalej kształcił się w humanistycznym Altstädter Gymnasium (Gimnazjum Staromiejskim) w pałacu Kinskich, gdzie językiem wykładowym był język niemiecki. Miał problemy z matematyką, jednak dobrze radził sobie z geografią i nauką języków obcych. Już w wieku młodzieńczym Kafka zajmował się literaturą (jego wczesne dzieła uznaje się za zaginione, prawdopodobnie sam je zniszczył) oraz ideami socjalizmu i darwinizmu. Pozostawał pod wpływem literackiego pisma „Der Kunstwart”. Jego przyjaciółmi z tamtego okresu byli między innymi: pochodzący z Warszawy żydowski aktor teatralny Rudolf Illowy, Hugo Bergmann (późniejszy rektor Uniwersytetu Jerozolimskiego), Ewald Felix Pribram i Oskar Pollak. Wakacje spędzał chętnie u swojego wuja Zygfryda, będącego lekarzem wiejskim w Třešti.

### Studia i praca
W sierpniu 1901 podjął studia na Niemieckim Uniwersytecie w Pradze. Kafka, początkowo zainteresowany chemią, postanowił studiować prawo. Pomimo to potrafił wygospodarować czas, by przez semestr uczęszczać na wykłady z historii kultury i germanistyki. W międzyczasie odbył kilka podróży i chwilowo zastanawiał się nad studiami germanistycznymi w Monachium. Porzucił jednak ten zamysł, kontynuując studia prawnicze w Pradze. W 1906 r. został wypromowany na doktora nauk prawnych, po czym odbył staż w sądzie ziemskim i karnym.
W 1902 poznał swojego najlepszego przyjaciela, dobrze wówczas znanego w praskim środowisku literackim pisarza, Maxa Broda. Wokół Maxa Broda istniała grupa kilku zaprzyjaźnionych pisarzy, których wspólnym mianownikiem było żydowskie i jednocześnie praskie pochodzenie. Oprócz Kafki, do kręgu tego należeli też Felix Weltsch i Oskar Baum. Brod nazywał ich Kręgiem Praskim.

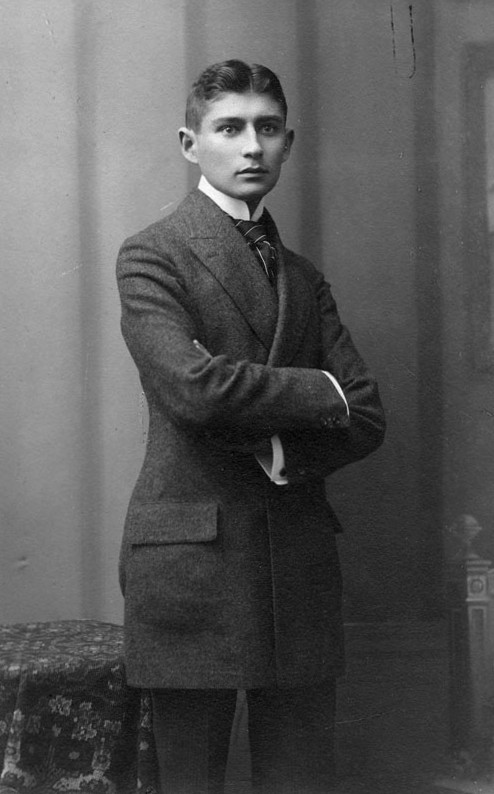
Kafka (1906)

Od 1908 do 1922 Kafka pracował w Zakładzie Ubezpieczeń Robotników od Wypadków Królestwa Czeskiego w Pradze, instytucji będącej kombinacją zakładu ubezpieczeń społecznych i inspekcji pracy. W ramach swoich obowiązków służbowych Kafka podróżował często po całych Czechach nadzorując warunki pracy w dziesiątkach zakładów przemysłowych. Wbrew temu, co sam pisał w swoich dziennikach, analiza opisów jego dokonań zawodowych robiona przez przełożonych wskazuje na to, że był on cenionym i sumiennym pracownikiem. Wskazuje też na to jego częste awansowanie. W momencie gdy musiał zrezygnować z pracy, piastował dobrze opłacane stanowisko nadinspektora. Osobiście nie lubił swojej pracy. W dzienniku pisał:

Moja praca jest dla mnie nie do zniesienia, ponieważ kłóci się z moim jedynym pragnieniem i powołaniem, jakim jest literatura... Jestem tylko literaturą i nie mogę i nie chcę być niczym innym.

Oprócz tego, szwagier i ojciec Kafki wciągnęli go do współzarządzania fabryką azbestu pod Pragą, której sukces miał, w zamyśle ojca Kafki, stanowić przepustkę do elitarnego kręgu czeskich rodzin fabrykanckich. Inwestycja ta jednak skończyła się ostatecznie bankructwem.
Franz Kafka, według ówczesnych standardów, był raczej osobą dość zamożną. Jego zarobki wystarczały mu na prowadzenie w miarę dostatniego życia, typowego dla przedstawiciela praskiej, wyższej-średniej klasy. Między innymi stać go było na liczne podróże po Europie. Kilkanaście razy był w Berlinie i Wiedniu, kilka razy w Paryżu, raz we Włoszech.
Franz Kafka, wbrew rozpowszechnionym stereotypom, był dość znany w środowisku praskich, niemieckojęzycznych głównie pochodzenia żydowskiego, elit intelektualnych. Był stałym członkiem kilku praskich salonów literackich, gdzie czytywał swoje opowiadania i uczestniczył w dyskusjach. Publikował w „Prager Tagblatt” i później w „Berliner Tageblatt” recenzje sztuk teatralnych i dzieł literackich.
W 1909 zostały wydane jego pierwsze szkice prozy w monachijskim czasopiśmie literackim „Hyperion”.

## Życie prywatne

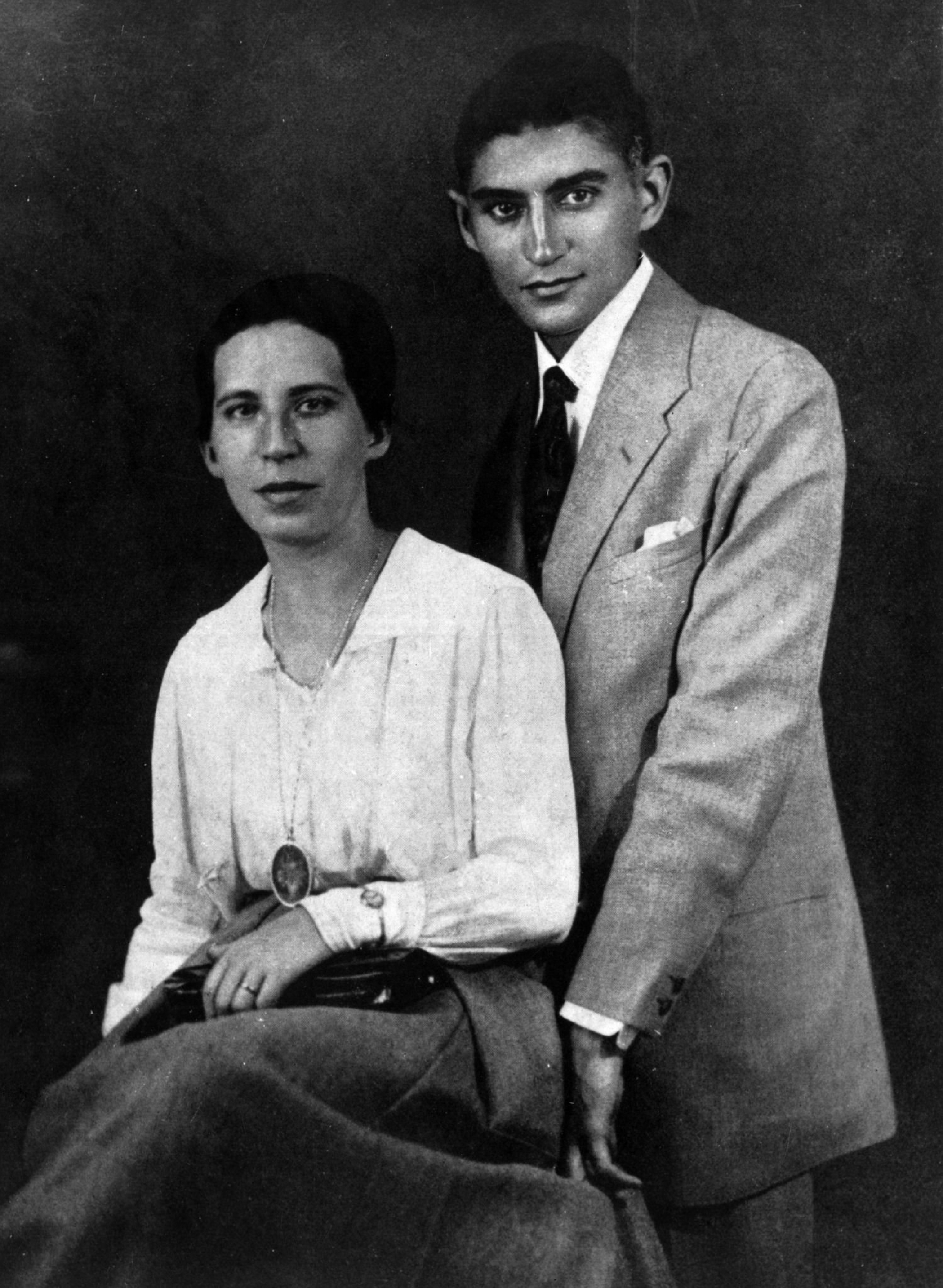
Felice Bauer z Franzem Kafką

Franz Kafka mieszkał do 35. roku życia z rodzicami. Czuł się zdominowany przez ojca. Od dzieciństwa był raczej słabego zdrowia i niemal co roku przebywał kilka tygodni w różnych sanatoriach. Miewał myśli samobójcze. Do końca życia pozostał kawalerem. Swatano go z Felice Bauer, sekretarką z Prudnika, z którą prowadził ożywioną korespondencję przez ponad 5 lat. Po okresie półrocznych zaręczyn, z nie do końca jasnych przyczyn, do ślubu z Felicją nie doszło. Kafka po zerwaniu z Felicją zniszczył jej listy do siebie, natomiast jego listy do Felicji przetrwały i zostały wydane w latach 50. XX w. przez Maxa Broda. Wspomnienia przyjaciółki Felicji, Grete Bloch, sugerowały, że przyczyną rozstania z Felicją był romans z Grete, którego konsekwencją miałoby być dziecko Kafki, które zmarło w wieku 10 lat. Kafka był także zaręczony z Julie Wohryzek. Przez większość swojego dorosłego życia odwiedzał domy publiczne.
Niebagatelną rolę odegrała w życiu Kafki jego przyjaciółka Milena Jesenská, tłumaczka jego dzieł na język czeski, która stała się jego miłością i najbliższą powierniczką. Kafka miał plany małżeńskie wobec niej, ich relacja była głównie korespondencyjna, spotkali się tylko dwa razy. Jednak najbliżej była związana z Franzem Kafką pochodząca z Pabianic Dora Diamant, jego ostatnia partnerka życiowa, dla której zdecydował się przerwać toksyczny związek z rodzicami (zwłaszcza z ojcem) i dla której wyprowadził się z domu. Zamieszkał z Dorą w Berlinie. W Stanach Zjednoczonych została wydana napisana przez Kathi Diamant biografia Dory Kafka’s Last Love. Jeden z rozdziałów książki Bagaże Franza K. Podróż której nigdy nie było Remigiusza Grzeli poświęcony jest właśnie losowi Dory Diamant. Grzela napisał też sztukę teatralną poświęconą Dorze – Naznaczeni (zamieszczoną w Bagażach Franza K.).

### Światopogląd
Franz Kafka był wegetarianinem, został nim w dużym stopniu pod wpływem teorii antropozoficznych Rudolfa Steinera, którego poznał osobiście po jego odczycie w Pradze. Był abstynentem alkoholowym. Nie przepadał za medycyną i preferował alternatywne metody leczenia. Jako nastolatek zadeklarował się jako socjalista. 

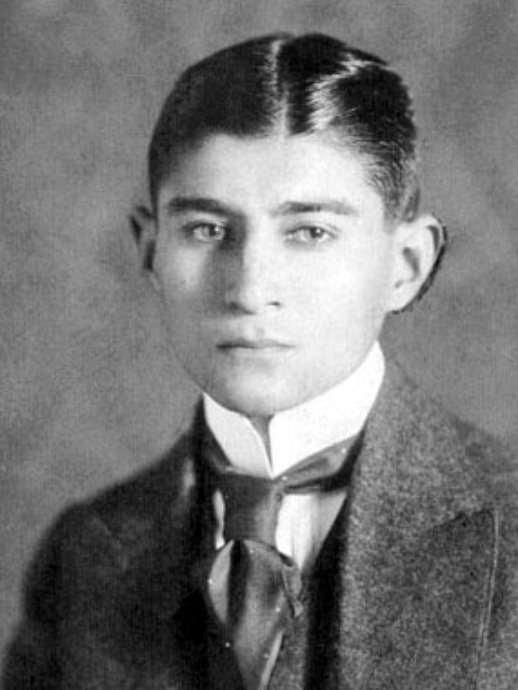
Kafka w 1910

### Religia
Kafka był ateistą. Przez pewien czas był jednak niegorliwym wyznawcą judaizmu. Tydzień po urodzeniu został zgodnie z religią żydowską obrzezany. Synagogę odwiedzał tylko cztery razy w roku na wyraźne życzenie ojca. Osobiście nie przepadał za chodzeniem do synagogi. Przez kilka lat aktywnie zajmował się ideami syjonistycznymi i myślał o migracji do Palestyny (aczkolwiek przypuszcza się, że myśl o aliji była podyktowana względami zdrowotnymi, a nie religijnymi).

## Ostatnie lata i śmierć
W 1922 roku ze względu na postępującą gruźlicę musiał zrezygnować z pracy. W liście z 29 listopada 1922, napisanego do swego przyjaciela, Maxa Broda, pogrążony w gorączce Kafka prosił go, aby po jego śmierci spalił wszystkie jego utwory poza Wyrokiem, Palaczem, Przemianą, Kolonią karną, Lekarzem wiejskim i Głodomorem. Brod nie spełnił tego życzenia. W 1923 Kafka przeniósł się do Berlina, by zamieszkać z Dorą Diamant oraz poświęcić się wyłącznie pisaniu.
Rok później, w wieku 40 lat zmarł w sanatorium w Kierling, będącym jedną z gmin katastralnych Klosterneuburga. Bezpośrednią przyczyną śmierci było niedożywienie. Kafka przez gruźlicę nie był w stanie przyjmować pokarmów, a wtedy jeszcze nie znano żywienia dojelitowego.

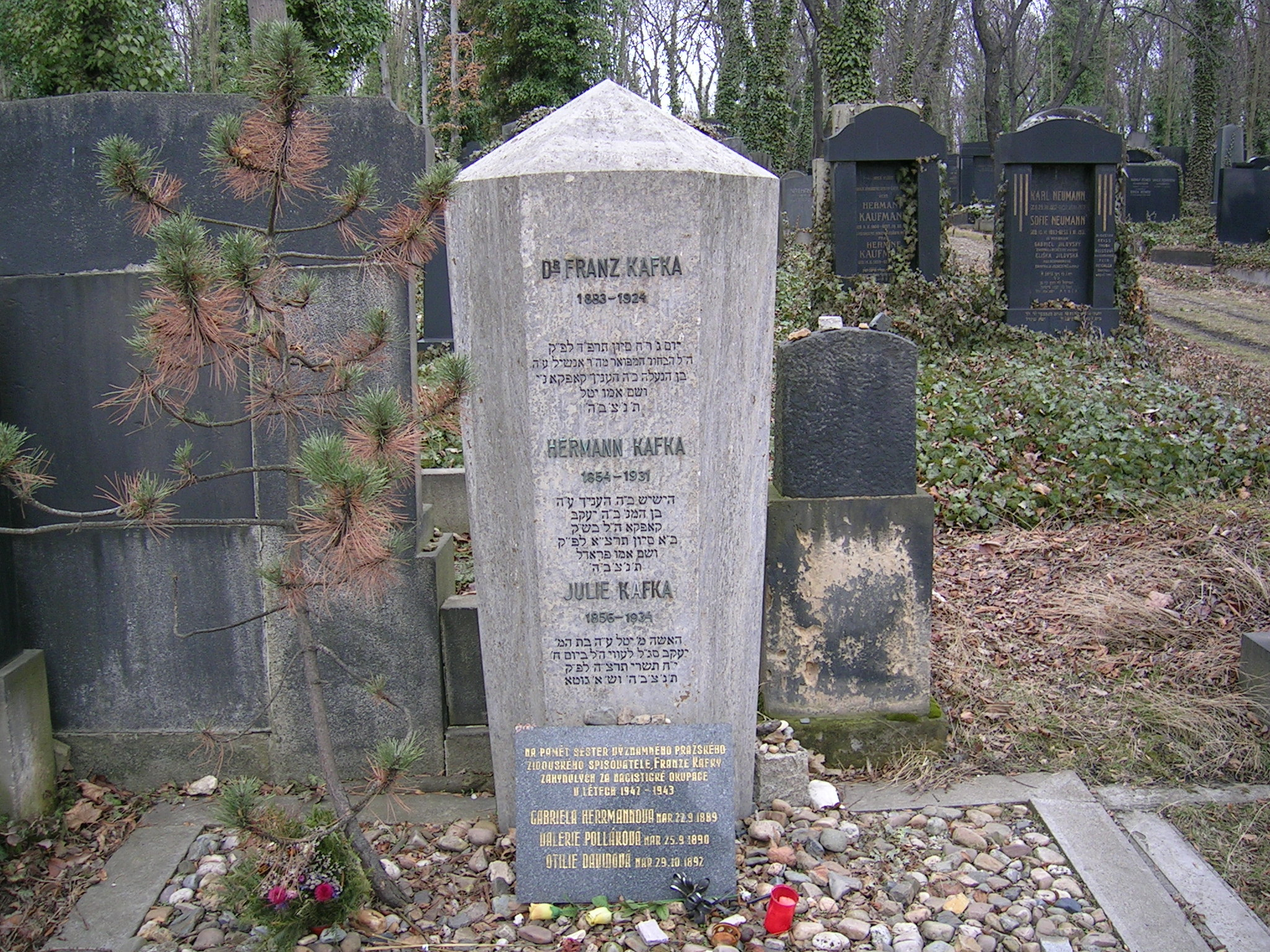
Grób Franza Kafki w Pradze zaprojektowany przez Leopolda Ehrmanna w formie sześciobocznego kryształu

Jedyny czeski nekrolog artysty opublikowała jego przyjaciółka, Milena Jesenská. Ukazał się on 6 lipca 1924 w gazecie „Národní listy” (pięć dni przed pogrzebem, na który przybyło około sto osób i najprawdopodobniej nikt nie wypowiedział słowa).

## Dzieła

### Powstanie i popularyzacja
Jego pierwszy zbiór opowiadań i fragmentów prozy został wydany w 1913 pod tytułem Betrachtung. Wtedy też powstał Palacz, pierwszy rozdział niedokończonej powieści Ameryka.
Kilka zbiorów opowiadań ukazało się w wydawnictwie Wolff-Verlag z Lipska, w nakładach nie przekraczających 1000 egzemplarzy, do których druku doszło głównie dzięki przyjaźni Maxa Broda z właścicielem wydawnictwa, Kurtem Wolffem. Mimo pochlebnych recenzji tych zbiorów, m.in. przez Roberta Musila, sprzedawały się one bardzo słabo.

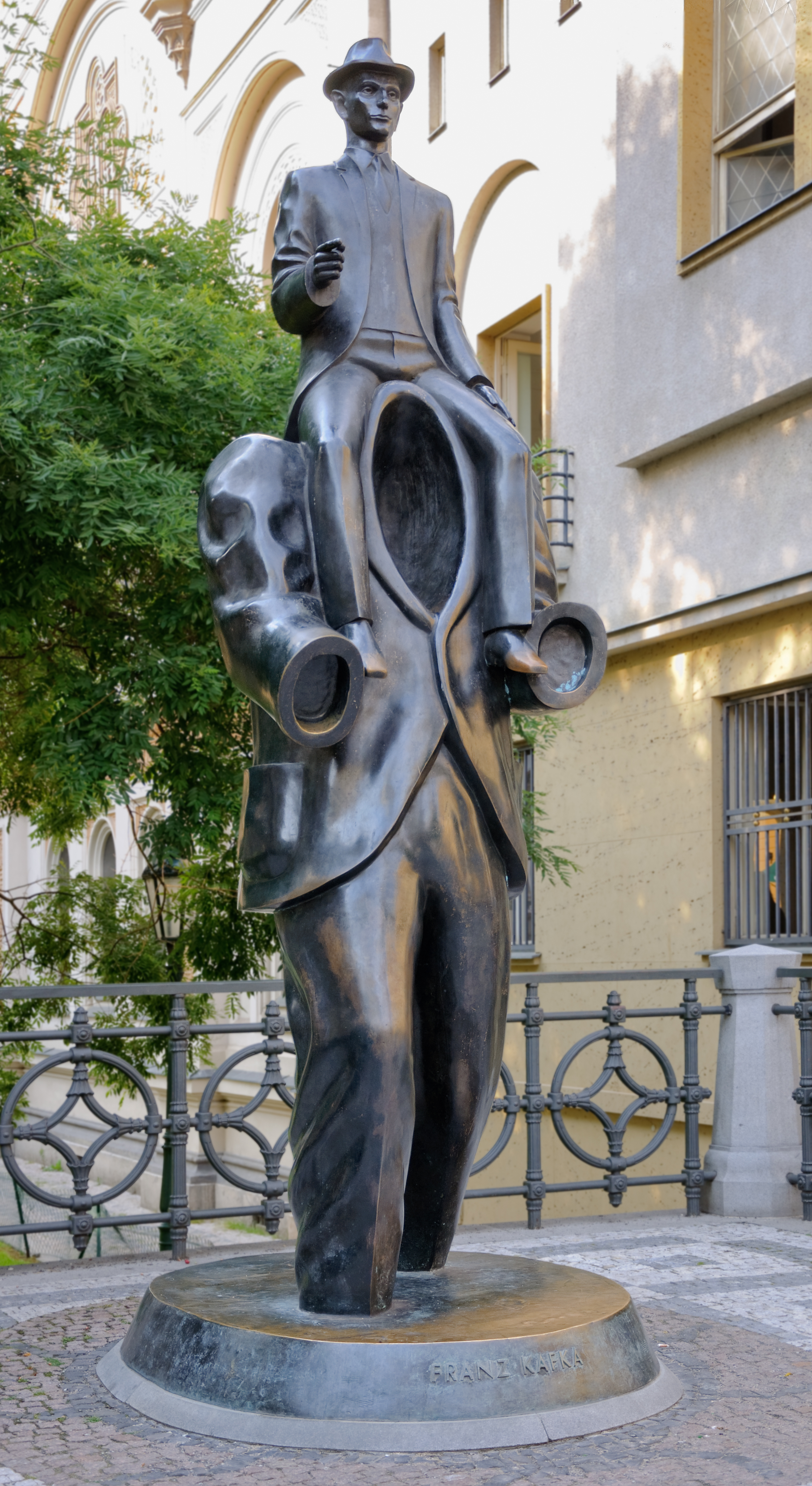
Pomnik postawiony w Pradze z okazji 80. rocznicy śmierci pisarza

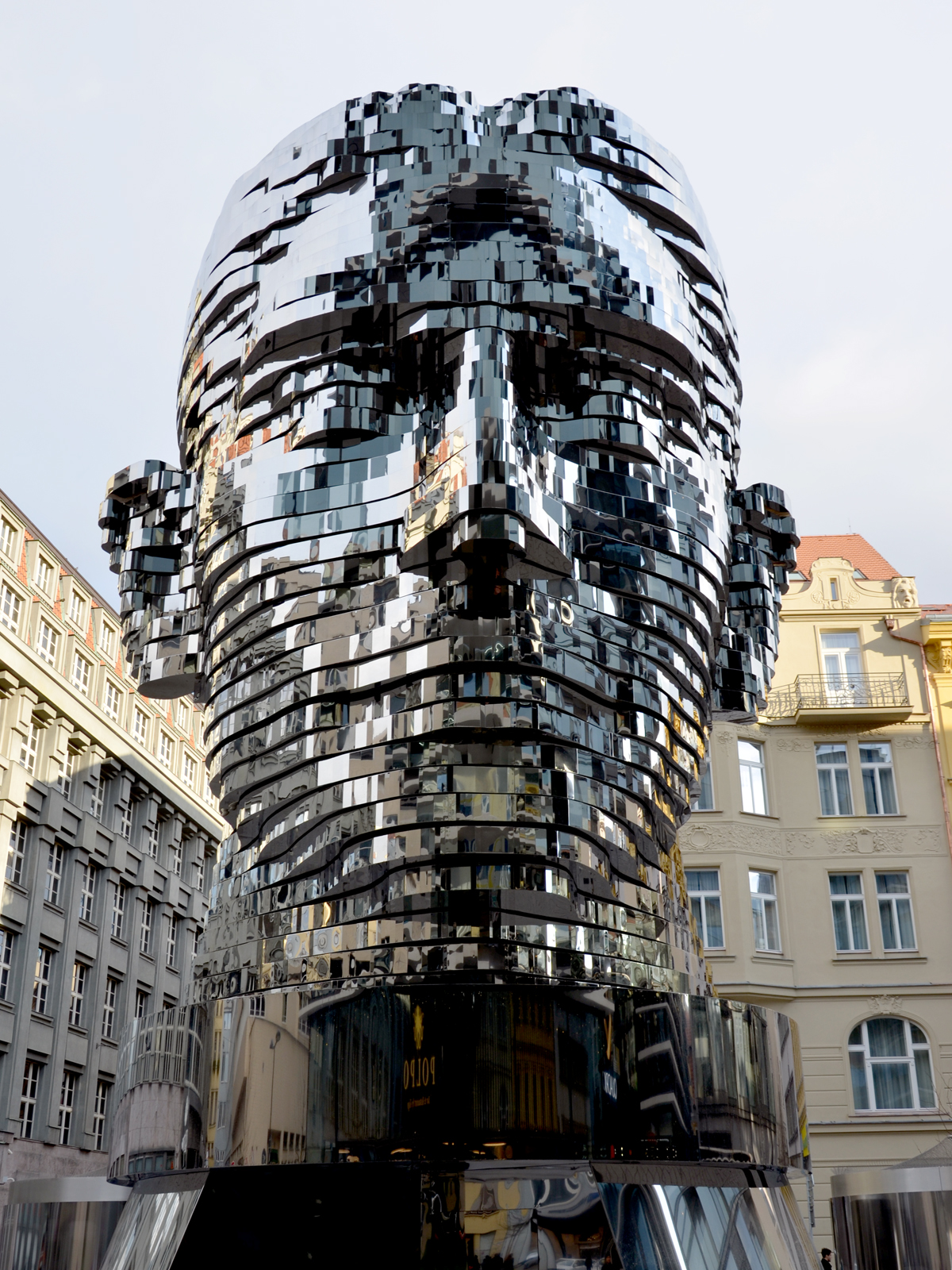
Pomnik w Pradze, przedstawiający ruchomą głowę Franza Kafki

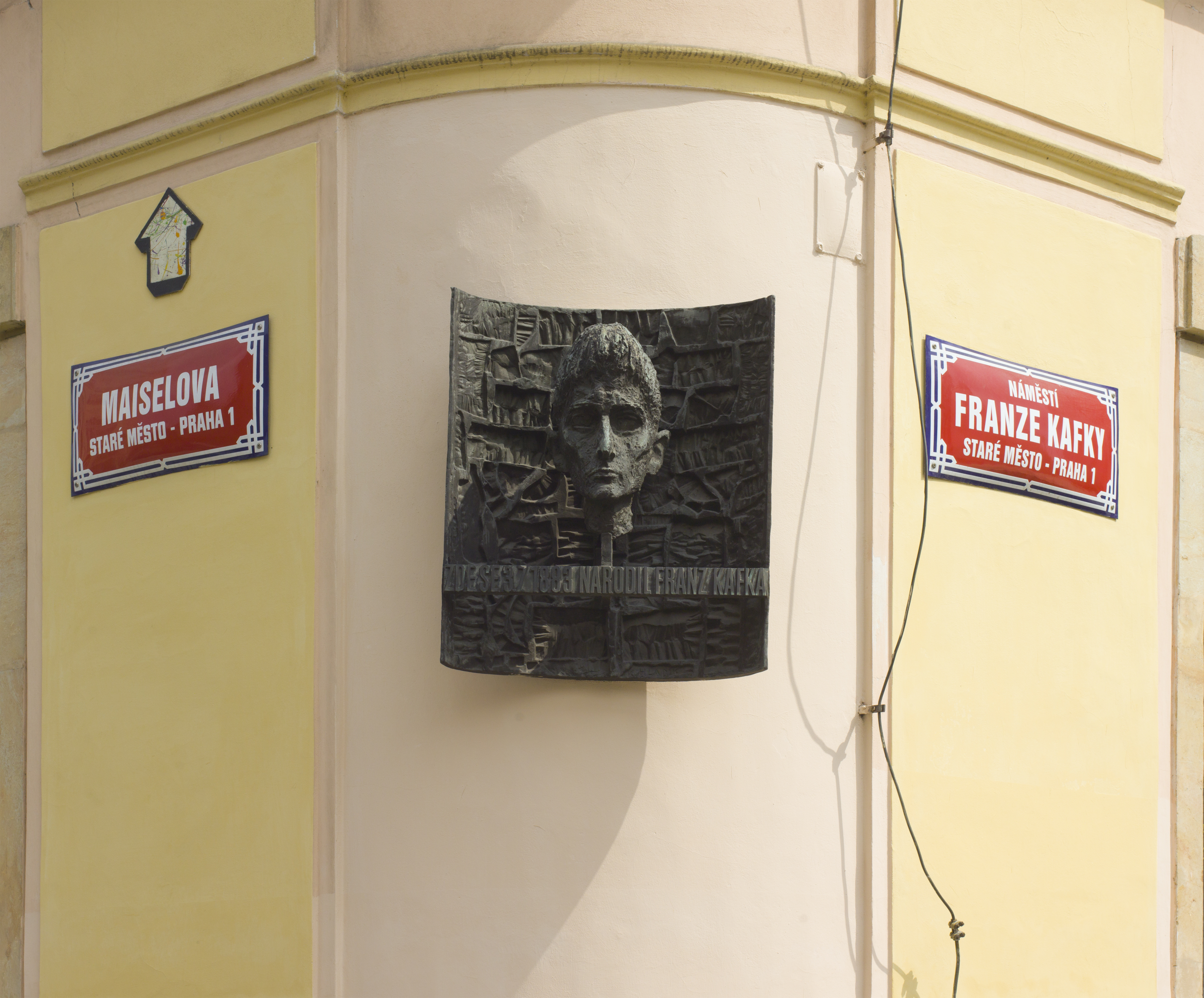
Tablica pamiątkowa na domu, w którym urodził się Kafka

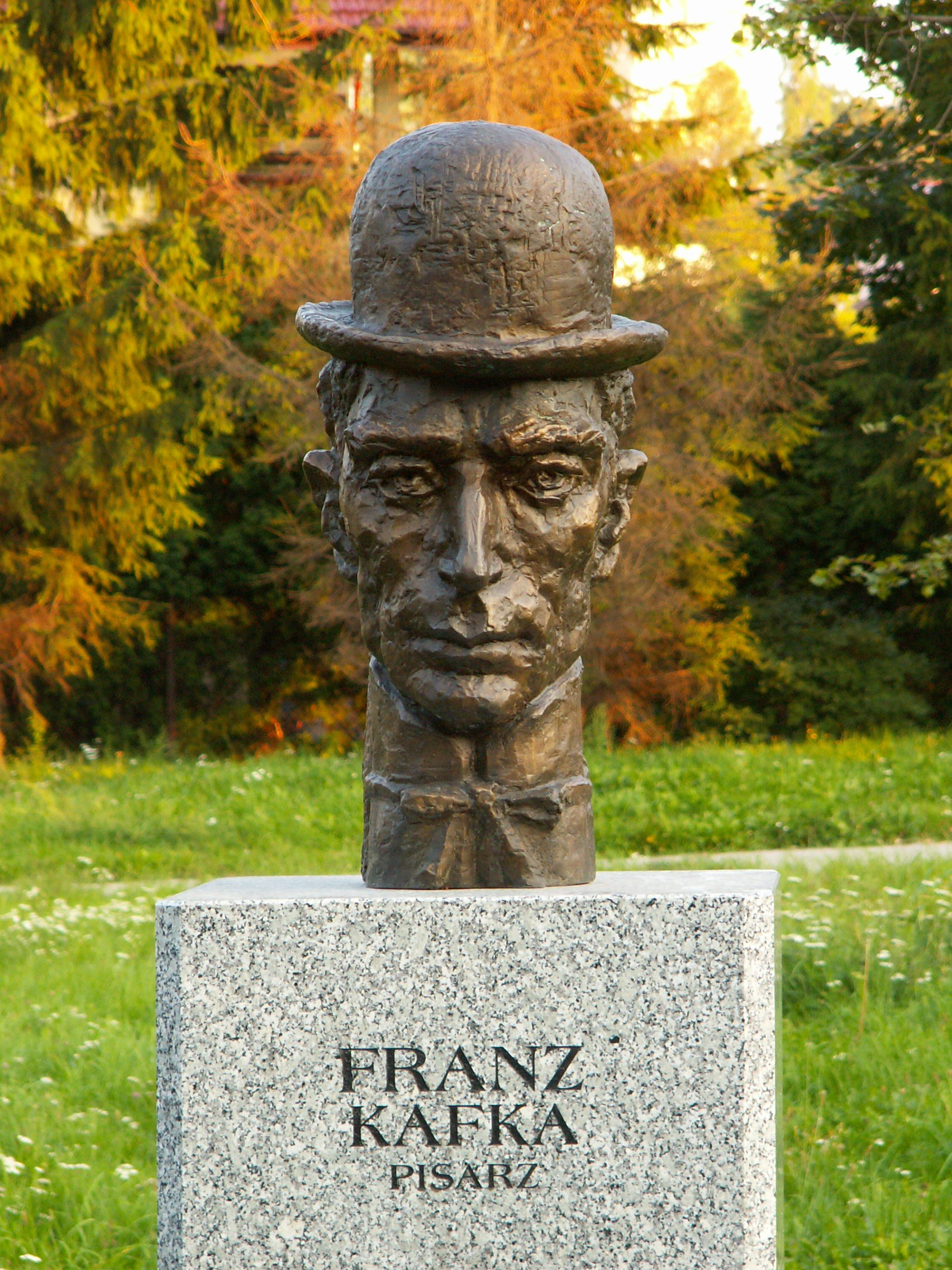
Popiersie Franza Kafki w Alei Sław na Skwerze Harcerskim w Kielcach

Do popularyzacji dzieł Kafki w znacznej mierze przyczynił się najbliższy przyjaciel Max Brod, który zdołał wylansować twórczość Kafki w latach 40 i 50. na fali powojennej popularności egzystencjalizmu. Pośmiertnie wydał on trzy niedokończone powieści (Ameryka, Proces i Zamek) oraz liczne opowiadania i miniatury, pomimo że Kafka kazał mu spalić wszystkie teksty po swojej śmierci. Max Brod wydał także Dzienniki Kafki, które ten pisał systematycznie od 1910 roku, oraz listy do siebie, Felice Bauer i kilku innych osób.

### Znaczenie
Dzieła Kafki odzwierciedlają niestabilny stan duchowy wielu ludzi na początku XX wieku.
Interpretowanie utworów Kafki jako krytyki nadmiernie rozbudowanej i niezrozumiałej w swoich decyzjach machiny biurokratycznej, która straciła rację bytu, zawęża szeroko pojęte i wieloaspektowe przesłania o wymiarze egzystencjalnym.
Trudno przyporządkować dzieła Kafki do któregoś z prądów literackich, chociaż część badaczy jest skłonna zaliczyć twórczość Kafki do nurtu ekspresjonistycznego, co jednak nie wszystkim badaczom literatury wydaje się trafne. Wielu badaczy i teoretyków Kafki, uważa go za prekursora literatury nurtu egzystencjalizmu. Kafka wprowadził do literatury, w miejsce tradycyjnej opisowości, liczne niedomówienia, korzystał z niejasnych, parabolicznych obrazów. Jego styl charakteryzowała maksymalna prostota, pozbawiona wszelkich ozdobników. Nawet najbardziej skrajne, nieprawdopodobne sytuacje, takie jak opis działania maszyny tortur w opowiadaniu Kolonia karna, czy też opis wykonania egzekucji w powieści Proces są opisane w chłodny, precyzyjny i beznamiętny sposób.
Kafka przedstawia w swoich dziełach najczęściej człowieka wyobcowanego, którego związki z innymi ludźmi uległy znacznemu zniszczeniu. Bohater kafkowski walczy samotnie z niezrozumiałymi strukturami rządzącymi światem. Mimo buntu i starań nie jest w stanie zmienić swego położenia, a walka kończy się klęską. Uwikłania bohatera w grozę istnienia mają na tyle niejasną strukturę, że możliwa jest bardzo różna interpretacja symboliki i sekwencji wydarzeń jakim ten bohater jest poddany. Samotność jest głównym z wielkich tematów kafkowskich – bohater walczy i przegrywa zawsze sam. Strach, koszmary, rozdwojenia jaźni i kompleksy to inne z niszczycielskich i symbolicznych elementów. Oddają one dobrze atmosferę dzieł, w których wyobcowani i samotni bohaterowie bezustannie poszukują – jak można sądzić – bezpieczeństwa i pewności, czego nigdy nie będzie im dane doświadczyć. Wielu znawców Kafki podkreślało, że w swojej literaturze – prezentującej świat o nadzwyczaj „dusznej” atmosferze – przewidział Holokaust.
Badacze twórczości Kafki zwracali uwagę na osobliwy język autora Procesu. Wielojęzyczność Pragi została potraktowana jako rama teoretyczna dla badań psychoanalitycznych. W rezultacie Gilles Deleuze i Felix Guattari stworzyli koncepcję „literatury mniejszej”.

### Spis dzieł

#### Opowiadania i fragmenty (wybór)
- 1913 – Wyrok (Das Urteil; napisany w ciągu jednej nocy[26])
- 1914 – Kolonia karna (In der Strafkolonie)
- 1914 – Przed prawem (Vor dem Gesetz)
- 1915 – Przemiana (Die Verwandlung)
- 1917 – Sprawozdanie dla Akademii (Ein Bericht für eine Akademie)
- 1922 – Dociekania psa (Forschungen eines Hundes)
- 1922 – Głodomór (Ein Hungerkünstler)
- 1923 – Schron (w nowym tłumaczeniu: Jama) (Der Bau)

#### Powieści
- 1925 – Proces (Der Prozess); pośmiertnie wydana i niedokończona powieść, jej okres powstania to lata 1914–1915
- 1926 – Zamek (Das Schloß); pośmiertnie wydana i niedokończona powieść; prace nad nią rozpoczęły się w 1922 roku
- 1927 – Ameryka (Der Verschollene); pośmiertnie wydana i niedokończona powieść; prace nad nią rozpoczęły się w 1912 roku

### Polskie wydania dzieł
- Proces, tłum. Józefina Szelińska (w wielu źródłach błędnie podaje się jako tłumacza Brunona Schulza), Warszawa 1935; 1957, 1966/2, 1971/3, 1974/4. W 2008 roku ukazało się nowe, pełniejsze tłumaczenie autorstwa Jakuba Ekiera, oparte na źródłowym wydaniu Procesu (Frankfurt am Main 1990). Najnowszego przekładu, również opartego na wydaniu źródłowym, dokonał Jerzy Korpanty (wyd. Vis-a-vis Etiuda, Kraków, 2022).
- Wyrok, tłum. Juliusz Kydryński, Warszawa 1958; 1975/2 (Tomik zawiera następujące opowiadania: Wyrok, Przemiana, Lekarz wiejski, Na galerii, Przed prawem, Jedenastu synów, Sprawozdanie dla Akademii, Kolonia karna, Głodomór).
- Zamek, tłum. Krzysztof Radziwiłł i Kazimierz Truchanowski, posłowie: Roman Karst, Warszawa 1958; 1973/2. Najnowszego przekładu dokonał Jerzy Korpanty (wyd. Vis-a-Vis Etiuda, Kraków, 2024).
- Nowele i miniatury, tłum. Roman Karst / A. Kowalkowski, wstęp: Roman Karst, Warszawa 1961; 1991/2 (Opowiadania: Opis walki, Olbrzymi kret, Myśliwy Grakchus, Budowa Chińskiego Muru, Odmowa, Stary kawaler Blumfeld, Małżonkowie, Schron, Głodomór; Fragmenty: Przygotowania do ślubu na wsi, Strażnik grobowca; Nowelki, przypowieści: Dzieci na drodze, Zdemaskowanie oszusta, Nagły spacer, Postanowienia, Niedola kawalera, Kupiec, Widok z okna oglądany w roztargnieniu; Aforyzmy).
- Ameryka, tłum. Juliusz Kydryński, Warszawa 1967; 1978/2, 2003/3.
- Dociekania psa, tłum. Lech Czyżewski, Kraków 1988.
- Cztery opowiadania. List do ojca, tłum. Juliusz Kydryński, Jarosław Ziółkowski, Warszawa 2003 (Zawiera: Wyrok, Przemiana, Kolonia karna, Jama, List do ojca).
- Opowieści i przypowieści (wybór opowiadań, przypowieści, miniatur i aforyzmów; przełożyli: Lech Czyżewski, Roman Karst, Alfred Kowalski, Juliusz Kydryński, Elżbieta Ptaszyńska-Sadowska, Anna Wołkowicz, Jarosław Ziółkowski), Państwowy Instytut Wydawniczy, Warszawa 2016
- Zaginiony (Ameryka pod zmienionym tytułem[27]), przekład: Juliusz Kydryński, posłowie: Grzegorz Jankowicz, Wydawnictwo Lokator, Kraków 2017. Najnowszego przekładu, opartego na wydaniu źródłowym, dokonał Jerzy Korpanty (wyd. Vis-a-vis Etiuda, Kraków, 2025).

### Listy i dzienniki
- Dzienniki 1910–1923, tłum. Jan Werter, przedmowa: Zbigniew Bieńkowski, Kraków 1961; 1969/2, 1993/3.
- Listy do Felicji i inne z lat 1912–1916, tłum. I. Krońska, Warszawa 1976. Książka zawiera również esej Eliasa Canettiego Inny Proces.
- Listy do Mileny, tłum. Feliks Konopka, przedmowa: Zbigniew Bieńkowski, Kraków 1959; 1969/2, 1993/3.
- List do ojca, tłum. J. Sukiennicki, Warszawa 1979.
- Listy do rodziny, przyjaciół, wydawców, tłum. R. Urbański, Warszawa 2012.

### Rysunki
Oprócz pisania Franz Kafka zajmował się także rysunkiem. Poniżej niektóre z jego prac:

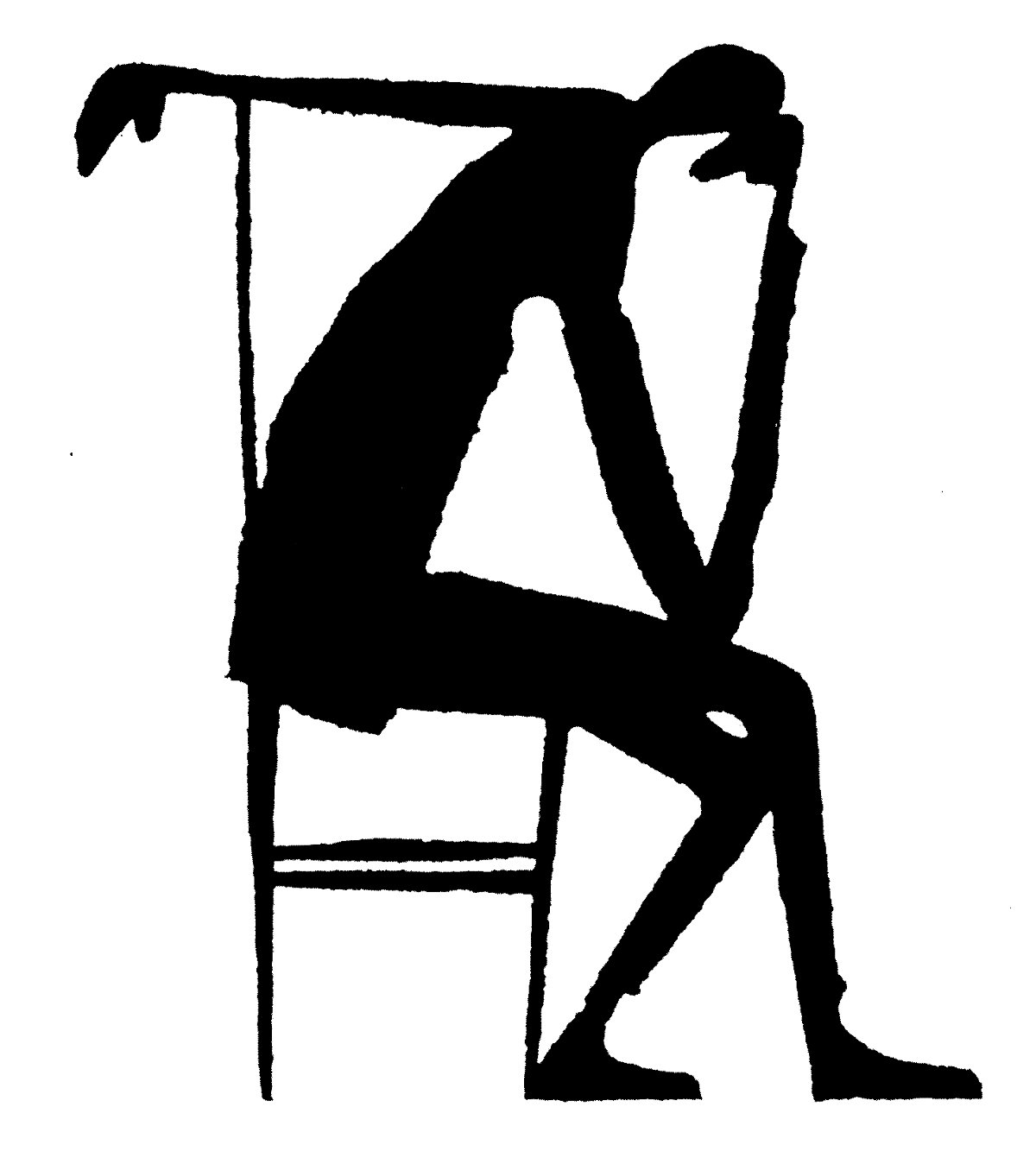
Myśliciel (niem. Der Denker)

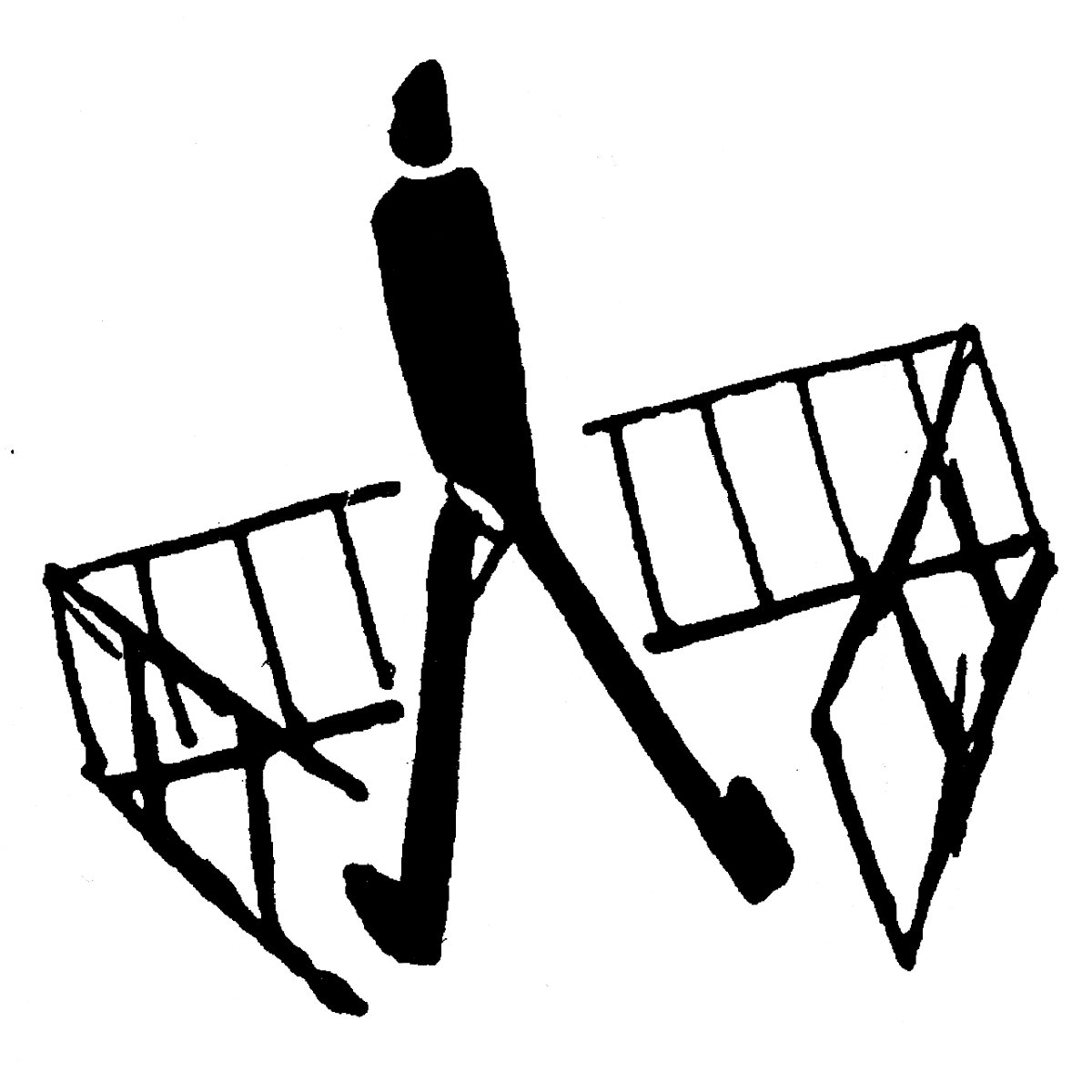
Człowiek między kratami (niem. Mann zwischen Gittern)

## Kafka w filmie
- Serial Kafka z 2024 roku[30].
- Film z 2025 roku w reżyserii Agnieszki Holland[31].

## Opracowania i interpretacje

### Biografie Franza Kafki
- Brod, Max: Franz Kafka. Opowieść biograficzna, Czytelnik 1982, przełożył Tadeusz Zabłudowski.
- Pawel, Ernst: Franz Kafka. Koszmar rozumu, Twój Styl, 2003.
- Wagenbach, Klaus: Franz Kafka. Wydawnictwo Nisza 2009.
- Stach, Reiner: Kafka. Wczesne lata 1883–1911, Państwowy Instytut Wydawniczy 2021, przełożył Ryszard Wojnakowski.

### Literatura pomocnicza
- Grzela, Remigiusz: Bagaże Franza K., czyli podróż, której nigdy nie było, Warszawa 2004 (wraz ze sztuką poświęconą Dorze Diamant „Naznaczeni” – sztuka była realizowana w Teatrze Polskiego Radia i TVP Kultura)
- Karst, Roman: Franz Kafka. Studium, w: Twórczość 6/1958, s. 78–110.
- Karst, Roman: Drogi samotności. Rzecz o Franzu Kafce, Warszawa 1960.
- Kurowicki, Jan: Franz Kafka. Obcość i wyobcowanie, w: Człowiek i sytuacje ludzkie. Szkice o pisarstwie XX wieku, Ossolineum, Wrocław 1970, s. 58–94.
- Musiał, Łukasz: Kafka. W poszukiwaniu utraconej rzeczywistości, Wrocław 2011.
- Walser, Martin: Opis formy. Studium o Kafce, tłum. Edmund Musiołek, Warszawa 1972.
- Wydmuch, Marek: Franz Kafka, Czytelnik, Warszawa 1982.

### Strony obcojęzyczne
- The Kafka Project – największy światowy projekt kafkowski
- Niemieckojęzyczna strona poświęcona Franzowi Kafce
- Kafka w Pradze